# Neoferdina kuhli
Neoferdina kuhli is een zeester uit de familie Goniasteridae.
De wetenschappelijke naam van de soort werd in 1842 gepubliceerd door Johannes Peter Müller & Franz Hermann Troschel.